# Anemonia sulcata
Anemonia sulcata és una espècie d'anemone de mar de la família dels actínids que habita al mar Mediterrani. El fet que A. sulcata sigui un sinònim de A. viridis roman en disputa.